# HNK Cibalia
Hrvatski nogometni klub Cibalia, comumente conhecido como Cibalia Vinkovci ou simplesmente Cibalia, é um clube de futebol croata da cidade de Vinkovci, situada no leste da Croácia. Atualmente, o Cibalia compete na Prva NL, a segunda divisão do futebol croata. Seu estádio está localizado na parte sul da cidade e possui capacidade para 10.000 espectadores. O nome "Cibalia" tem origem no antigo assentamento romano Colonia Aurelia Cibalae, que precedeu a atual cidade de Vinkovci. Entre 1945 e 1990, o clube era conhecido como NK Dinamo Vinkovci.

## História
O clube foi fundado em 1919 como HGŽK Cibalia Vinkovci e, em 1925, fundiu-se com o rival local RŠK Sloga. Na década de 1930, o clube foi treinado por Bane Sekulić, Károly Nemes e Rajmond Breznik. Após a Segunda Guerra Mundial, o clube foi proibido pelo regime comunista que assumiu o poder. Nesse contexto, os clubes Sloga e OFD Graničar se uniram para formar o NK Dinamo Vinkovci, que passou a competir no sistema de futebol da Iugoslávia. O clube enfrentou várias décadas de dificuldades antes de alcançar a Primeira Liga da Iugoslávia em 1982. Eles permaneceram na liga principal por cinco temporadas, até serem rebaixados para a Segunda Liga da Iugoslávia em 1987.
Em 1990, o clube retomou seu nome tradicional, Cibalia. Durante grande parte da década de 1990, a equipe competiu na Prva HNL, a primeira divisão do futebol croata. O Cibalia permaneceu na Prva HNL até a temporada 2003-04, quando foi rebaixado para a Druga HNL. Na mesma temporada, o clube foi penalizado pela UEFA com a dedução de seis pontos por não cumprir obrigações financeiras relacionadas a transferências anteriores de jogadores. No entanto, na temporada 2004-05, o Cibalia superou amplamente seus adversários na segunda divisão, venceu os playoffs de promoção e retornou à Prva HNL. Durante essa temporada, a equipe também contou com a participação especial da lenda croata de artes marciais mistas, Mirko Filipović, que jogou os últimos 8 minutos de uma partida contra o HNK Vukovar.
Cibalia também teve algum sucesso jogando na Copa da Croácia, onde chegou à final em 1999 (perdeu para Osijek) e semifinais em 2000, 2004, 2009, 2011, 2012 e 2013.
A Temporada 2009-10 foi a melhor temporada de Cibalia na primeira divisão do futebol croata. Eles terminaram em terceiro lugar, depois dos gigantes Dinamo Zagreb e Hajduk Split, tendo passado a maior parte da temporada em segunda posição. Eles se qualificaram para a segunda rodada de qualificação da UEFA Europa League, mas eventualmente perderam para o clube irlandês do Norte Cliftonville e saíram do torneio.
Cibalia foi relegado do 1. HNL em 2018 e também enfrentou falência. Eles acabaram sendo relegados diretamente para a terceira divisão, onde terminaram a temporada em primeiro lugar e foram promovidos após receber uma licença de segunda divisão em maio de 2019.

## Honras
- Segunda Liga da Iugoslávia (Oeste):
  - Ganhadores (1) : 1981-821981–82
- Terceira Liga Iugoslava (SR Croácia):
  - Ganhadores (1) : 1974-75
- Copa da Iugoslávia
  - Quartos de final (1) : 1977
- Primeira Liga Croata:
  - Terceiro lugar (1) : 2009-102009–10
- Segunda Liga Croata:
  - Ganhadores (3) : 1997-98, 2004-05, 2015-162015–16
- Terceira Liga Croata (Oriente):
  - Ganhadores (1) : 2018-19
- Copa Croata:
  - Runners-up (1) : 1999
- Copa Intertoto da UEFA:
  - Semifinals (1) : 2003

## Elenco atual
Última atualização: 21 de setembro de 2024.<ref>

## Suportes e rivalidades
O clube tem um número relativamente grande, mas local de seguidores. Seu principal grupo de apoiadores é chamado Ultrasi. Seus principais rivais são o grupo Kohorta Osijek do NK Osijek.

## Registo europeu

### Resumo
| Competência            | Pld | O | D | L | GF | GA | A última temporada jogada |
| ---------------------- | --- | - | - | - | -- | -- | ------------------------- |
| Liga Europa da UEFA    | 2   | 0 | 1 | 1 | 0  | 1  | 2010–11                   |
| Copa Intertoto da UEFA | 10  | 3 | 3 | 4 | 13 | 16 | 2003                      |
| Total                  | 12  | 3 | 4 | 5 | 13 | 17 |                           |

### Por estação
| Temporada | Competência   | Rondas | O oponente     | Casa | - Afastado . | - Não. |
| --------- | ------------- | ------ | -------------- | ---- | ------------ | ------ |
| 2000–01   | Intertoto Cup | R1     | FK Obilić      | 3–1  | 1–1          | 4–2    |
| 2000–01   | Intertoto Cup | R2     | FC Tatabánya   | 0–0  | 2–3          | 2–3    |
| 2003–04   | Intertoto Cup | R2     | FC Shakhtyor   | 4–2  | 1–1          | 5–3    |
| 2003–04   | Intertoto Cup | R3     | Tampere United | 0–1  | 2–0          | 2–1    |
| 2003–04   | Intertoto Cup | SF     | VfL Wolfsburg  | 1–4  | 0–4          | 1–8    |
| 2010–11   | Liga Europa   | QR2    | Cliftonville   | 0–0  | 0–1          | 0–1    |

### Registros de jogadores
- Maior número de aparições nas competições de clubes da UEFA: 10 aparições[8]
  - Jure Jurić
- Top scorers em competições de clubes da UEFA: 3 gols[8]
  - Ivan Maroslavac

## Total de tempo total na Prva HNL
|             | Pontos | Jogos | Ganhos | Desenhos | Perdas | GF  | GA  |
| ----------- | ------ | ----- | ------ | -------- | ------ | --- | --- |
| HNK Cibalia | 515    | 438   | 129    | 128      | 181    | 470 | 587 |